# Drugi rząd Andreja Plenkovicia
Drugi rząd Andreja Plenkovicia – piętnasty rząd Republiki Chorwacji od rozpoczęcia w 1990 procesu demokratyzacji.
Gabinet rozpoczął urzędowanie 23 lipca 2020, zastąpił pierwszy rząd Andreja Plenkovicia. Powstał po wyborach parlamentarnych z 5 lipca 2020, które zakończyły się zwycięstwem partii premiera – Chorwackiej Wspólnoty Demokratycznej (HDZ) i jej koalicjantów. 16 lipca prezydent Zoran Milanović desygnował lidera HDZ ponownie na premiera, Andrej Plenković przedłożył 76 podpisów wspierających go deputowanych do liczącego 151 osób Zgromadzenia Chorwackiego. Poparcie zadeklarowali posłowie sojuszu skupionego wokół Chorwackiej Wspólnoty Demokratycznej, 8 przedstawicieli mniejszości, a także po 1 pośle HNS (dotychczasowego koalicjanta) oraz formacji Partia Ludowa – Reformatorzy Radimira Čačicia. Kilka dni później Andrej Plenković przedstawił skład swojego drugiego gabinetu, obejmującego m.in. wicepremiera z Niezależnej Demokratycznej Partii Serbskiej (SDSS).
23 lipca parlament większością 76 głosów (przy 59 przeciw) zatwierdził nowy rząd dotychczasowego premiera, na skutek czego gabinet rozpoczął urzędowanie.
Gabinet urzędował do 17 maja 2024, gdy zatwierdzony został trzeci rząd dotychczasowego premiera.

## Skład rządu
| Stanowisko                                                                          | Minister              | Okres urzędowania                    | Partia |
| ----------------------------------------------------------------------------------- | --------------------- | ------------------------------------ | ------ |
| Premier                                                                             | Andrej Plenković      | od 23 lipca 2020 do 17 maja 2024     | HDZ    |
| Wicepremier, minister ds. weteranów                                                 | Tomo Medved           | od 23 lipca 2020 do 17 maja 2024     | HDZ    |
| Wicepremier, minister spraw wewnętrznych                                            | Davor Božinović       | od 23 lipca 2020 do 17 maja 2024     | HDZ    |
| Wicepremier                                                                         | Oleg Butković         | od 15 lipca 2022 do 17 maja 2024     | HDZ    |
| Minister spraw morskich, transportu i infrastruktury                                | Oleg Butković         | od 23 lipca 2020 do 17 maja 2024     | HDZ    |
| Wicepremier, minister obrony                                                        | Ivan Anušić           | od 16 listopada 2023 do 17 maja 2024 | HDZ    |
| Wicepremier                                                                         | Anja Šimpraga         | od 29 kwietnia 2022 do 17 maja 2024  | SDSS   |
| Wicepremier, minister budownictwa, planowania przestrzennego i własności państwowej | Branko Bačić          | od 17 stycznia 2023 do 17 maja 2024  | HDZ    |
| Minister finansów                                                                   | Marko Primorac        | od 15 lipca 2022 do 17 maja 2024     | HDZ    |
| Minister spraw zagranicznych i europejskich                                         | Gordan Grlić Radman   | od 23 lipca 2020 do 17 maja 2024     | HDZ    |
| Minister sprawiedliwości i administracji publicznej                                 | Ivan Malenica         | od 23 lipca 2020 do 17 maja 2024     | HDZ    |
| Minister pracy, systemu emerytalnego, rodziny i polityki społecznej                 | Marin Piletić         | od 29 kwietnia 2022 do 17 maja 2024  | HDZ    |
| Minister zdrowia                                                                    | Vili Beroš            | od 23 lipca 2020 do 17 maja 2024     | HDZ    |
| Minister nauki i edukacji                                                           | Radovan Fuchs         | od 23 lipca 2020 do 17 maja 2024     | HDZ    |
| Minister rolnictwa                                                                  | Marija Vučković       | od 23 lipca 2020 do 17 maja 2024     | HDZ    |
| Minister kultury i mediów                                                           | Nina Obuljen Koržinek | od 23 lipca 2020 do 17 maja 2024     | HDZ    |
| Minister turystyki i sportu                                                         | Nikolina Brnjac       | od 23 lipca 2020 do 17 maja 2024     | HDZ    |
| Minister rozwoju regionalnego i zarządzania funduszami europejskimi                 | Šime Erlić            | od 17 stycznia 2023 do 17 maja 2024  | HDZ    |
| Minister gospodarki i zrównoważonego rozwoju                                        | Damir Habijan         | od 20 grudnia 2023 do 17 maja 2024   | HDZ    |

## Byli członkowie rządu
| Stanowisko                                                             | Minister        | Okres urzędowania                      | Partia |
| ---------------------------------------------------------------------- | --------------- | -------------------------------------- | ------ |
| Minister budownictwa, planowania przestrzennego i własności państwowej | Darko Horvat    | od 23 lipca 2020 do 19 lutego 2022     | HDZ    |
| Wicepremier                                                            | Boris Milošević | od 23 lipca 2020 do 29 kwietnia 2022   | SDSS   |
| Minister gospodarki i zrównoważonego rozwoju                           | Tomislav Ćorić  | od 23 lipca 2020 do 29 kwietnia 2022   | HDZ    |
| Minister pracy, systemu emerytalnego, rodziny i polityki społecznej    | Josip Aladrović | od 23 lipca 2020 do 29 kwietnia 2022   | HDZ    |
| Wicepremier, minister finansów                                         | Zdravko Marić   | od 23 lipca 2020 do 15 lipca 2022      | HDZ    |
| Minister budownictwa, planowania przestrzennego i własności państwowej | Ivan Paladina   | od 9 marca 2022 do 17 stycznia 2023    | HDZ    |
| Minister rozwoju regionalnego i zarządzania funduszami europejskimi    | Nataša Tramišak | od 23 lipca 2020 do 17 stycznia 2023   | HDZ    |
| Minister obrony                                                        | Mario Banožić   | od 23 lipca 2020 do 11 listopada 2023  | HDZ    |
| Minister gospodarki i zrównoważonego rozwoju                           | Davor Filipović | od 29 kwietnia 2022 do 12 grudnia 2023 | HDZ    |